# دتش ويبر
دتش ويبر (بالإنجليزية: Dutch Webber)‏ هو لاعب كرة قدم أمريكية أمريكي، ولد في 15 ديسمبر 1901 في أوكسفورد في الولايات المتحدة، وتوفي في 15 يونيو 1985.